# Cololejeunea angustibracteata
Cololejeunea angustibracteata là một loài Rêu trong họ Lejeuneaceae. Loài này được (Schiffner) Pócs mô tả khoa học đầu tiên năm 2011.